# Абабково (Нижньогородська область)
Абáбково — село в Павловському районі Нижньогородської області, адміністративний центр Абабковської сільради.
У селі розташоване відділення Пошти Росії (індекс 606119).

## Топоніміка
Назва села пов'язують з однією версією — з бабцею-знахаркою, яка тут жила (село спочатку називалося «Бабково»), а за іншою — з грибами-дощовиками, які на місцевому діалекті називаються «обабками» («абабками»).

## Пам'ятки
У півтора кілометрах на північ від села розташований Абабковський Миколаївський Георгіївський жіночий монастир.
На південь від Абабкового на березі річки Каски знаходиться Спасів ключик — об'єкт релігійного паломництва місцевих жителів.

## Транспорт
Станція Абабково на залізничній лінії Металіст (Павлово) — Нижній Новгород-Московський.
Автобусні маршрути «Павлово — Гомзово», «Павлове — Чмутова».